# Comté de Pulaski (Missouri)
Pour les articles homonymes, voir Comté de Pulaski.
Le comté de Pulaski, en anglais : Pulaski County, est un comté du Missouri aux États-Unis. Le siège du comté se situe à Waynesville. Le comté date de 1833 et il fut nommé en hommage à un soldat patriote polonais du nom de Kazimierz Pułaski.  Au recensement de 2000, la population était constituée de 41 165 individus. La base militaire de Fort Leonard Wood se situe dans le comté.

## Géographie
Selon le bureau du recensement des États-Unis, le comté totalise une superficie de 1 428 km² dont 11 km² de surfaces aquatiques. 

### Comtés voisins
| Comté de Miller  |                  | Comté de Maries |
| Comté de Camden  | comté de Pulaski | Comté de Phelps |
| Comté de Laclede | Comté de Texas   |                 |

### Routes principales
- Interstate 44
- U.S. Route 66 (1926-1979)
- Missouri Route 17
- Missouri Route 28

## Démographie
Selon le recensement de 2000, sur les 41 165 habitants, on retrouvait 13 433 ménages et 9 953 familles dans le comté. La densité de population était de 29 habitants par km² et la densité d’habitations (15 408 au total)  était de 11 habitations par km². La population était composée de 78,35 % de blancs, de 11,99 % d’afro-américains, de 1,00 % d’amérindiens et de 2,27 % d’asiatiques.
42,30 % des ménages avaient des enfants de moins de 18 ans, 60,6 % étaient des couples mariés. 27,5 % de la population avait moins de 18 ans, 16,6 % entre 18 et 24 ans, 32,0 % entre 25 et 44 ans, 15,9 % entre 45 et 64 ans et 7,9 % au-dessus de 65 ans. L’âge moyen était de 28 ans. La proportion de femmes était de 100 pour 96,2 hommes.
Le revenu moyen d’un ménage était de 34 247 dollars.

## Villes et cités
| - Big Piney - Crocker - Devil's Elbow | - Dixon - Gascozark - Hooker | - Laquey - Richland - St. Robert | - Swedeborg - Waynesville |  |